# Wickerstedt
Wickerstedt – dzielnica miasta Bad Sulza w Niemczech, w kraju związkowym Turyngia, w powiecie Weimarer Land. Do 30 grudnia 2012 samodzielna gmina, której niektóre zadania administracyjne gminy realizowane były przez miasto Bad Sulza, które pełniło rolę "gminy realizującej" (niem. "erfüllende Gemeinde").